# Birdbrain
Birdbrain er en animationsfilm fra 1994 instrueret af Tobias Rosenberg, Rasmus Kjær og Martin Schiøler.

## Handling
En mørk og fængslende film om et skrækindjagende kirurgisk indgreb, og hvilke konsekvenser det får for pigen og fuglen, der står overfor at skulle have foretaget det. Denne livagtige animationsfilm har en spilletid, som snildt kan passes ind i et tætpakket tidsskema.